# USS Francis Scott Key (SSBN-657)
L'USS Francis Scott Key SSBN-657 est un sous-marin nucléaire lanceur d'engins de la classe Benjamin Franklin de l'United States Navy et le seul sous-marin à être nommé en l'honneur de Francis Scott Key qui a composé le poème « The Defense of Fort McHenry » dont les paroles sont utilisées dans l'hymne national des États-Unis, « The Star-Spangled Banner ».
Le Francis Scott Key était en service de 1966 à 1993.

## Construction
La construction du Francis Scott Key fut accordée au chantier naval Electric Boat de Groton dans le Connecticut, le 29 juillet 1963. Sa quille fut posée le 5 décembre 1964 avant son lancement le 23 avril 1965 et sa mise en service le 3 décembre 1966. Le premier commandement du navire était le capitaine Frank W. Graham pour l'équipage bleu et le lieutenant commander Joseph B. Logan pour l'équipage or (équivalent équipage rouge dans la Marine nationale française).

## Carrière
Au cours de sa carrière, le Francis Scott Key a successivement embarqué quatre types de missiles balistiques : des Polaris A2 entre 1965 et 1967, des Polaris A3 entre 1967 et 1972, des Poseidon C3 entre 1973 et 1978 avant d'être équipé de Trident I C4 de 1979 à la date de son retrait du service, en 1993, il est le premier sous-marin à effectuer une patrouille armé de Trident et a tiré un de ces missiles le 22 juillet 1979. Il fut adapté pour transporter ces différents missiles à deux reprises, lors de ses deux périodes de mise à niveau à quais. La première a eu lieu à Bremerton, du 1er février 1972 à mai 1973 et la seconde à Newport News, en Virginie, de février 1983 à août 1985.

## Recyclage
Le Francis Scott Key fut retiré du service le 2 septembre 1993 avec pour dernier commandant le commander Carl D. Olson. Le même jour, il fut retiré du registre des navires de la marine américaine, le Naval Vessel Register. Il débuta le programme de recyclage des sous-marins nucléaires à Bremerton, dans l'état de Washington pour qu'il se termine le 1er septembre 1995.